# Kariatidenzuil
De Kariatidenzuil is een artistiek kunstwerk in Amsterdam-Zuidoost.
De beeldhouwer Joost Barbiers maakte zijn versie van een zuil met kariatiden rond 1984. In de oudheid dienden die kariatiden als de zuil; in het werk van Joost Barbiers vormen zij slechts een klein onderdeel. In de meterslange zuil is slechts een kleine ruimte aan de top van de zuil vrijgehouden voor de vrouwfiguren. Barbiers gaf die vrouwen sterk vereenvoudigd weer, wijzend naar de vrouw als steunpilaar in de samenleving in plaats van de rol van slaven die ze in de oudheid toebedeeld kregen.
Het zuil staat in de voortuin van het woonzorgcentrum De Venser aan de Berthold Brechtstraat 1 te Amsterdam-Zuidoost.